# O Inseto do Amor
O Inseto do Amor é um filme brasileiro de 1980, do gênero pornochanchada, dirigido e produzido por Fauzi Mansur.

## Produção
Em meio ao lançamento do mal sucedido O Guarani, o diretor Fauzi Mansur e o escritor Marcos Rey elaboraram um roteiro batizado O Inseto do Amor. Mansur convidou para compor o elenco do filme Helena Ramos, Serafim Gonzales, Angelina Muniz, John Herbert, entre outros. As filmagens foram realizadas em Ilhabela.

## Sinopse
Após uma expedição na Amazônia um cientista traz para seu laboratório um inseto exótico. Por um descuido, o inseto escapa e causa grande confusão na cidade.

## Elenco[8]
- Carlos Kurt .... Hans Muller
- Angelina Muniz  .... Zuleica
- Helena Ramos .... Dóris
- Zélia Diniz .... Esposa de Galvão
- Jofre Soares .... Padre
- Lola Brah  .... Madre
- Serafim Gonzalez .... Prefeito Galvão
- John Herbert .... Aristocrata Moura
- Arlindo Barreto .... Ricardo
- Ana Maria Kreisler .... Dadá
- Claudette Joubert .... Viúva Granfina
- Lisa Vieira .... Recém casada
- Alvamar Taddei .... Miss
- Henriqueta Brieba  .... Sra. do quarto
- Misaki Tanaka .... Garota da Cela

## Recepção
Segundo o Observatório Brasileiro do Cinema e do Audiovisual da Ancine, “O Inseto do Amor” foi assistido por 990220 espectadores.